# Liste der Kulturdenkmäler in Langwaden (Bensheim)
Die folgende Liste enthält die in der Denkmaltopographie ausgewiesenen Kulturdenkmäler auf dem Gebiet des Ortsteils Langwaden der  Stadt Bensheim, Landkreis Bergstraße, Hessen.
Hinweis: Die Reihenfolge der Denkmäler in dieser Liste orientiert sich an der Anschrift, alternativ ist sie auch nach der Bezeichnung, der vom Landesamt für Denkmalpflege vergebenen Nummer oder der Bauzeit sortierbar.
Kulturdenkmäler werden fortlaufend im Denkmalverzeichnis des Landes Hessen durch das Landesamt für Denkmalpflege Hessen auf Basis des Hessischen Denkmalschutzgesetzes (HDSchG) geführt. Die Schutzwürdigkeit eines Kulturdenkmals hängt nicht von der Eintragung in das Denkmalverzeichnis des Landes Hessen oder der Veröffentlichung in der Denkmaltopographie ab.

Über die Spalte Objekt-Nr. kann die Beschreibung beim Landesamt für Denkmalpflege eingesehen werden.
| Bild                                  | Bezeichnung                    | Lage                                                                                      | Beschreibung | Bauzeit                      | Objekt-Nr. |
| ------------------------------------- | ------------------------------ | ----------------------------------------------------------------------------------------- | --- | ---------------------------- | ---------- |
| Außenmauer des Friedhofs in Langwaden | Gesamtanlage Friedhof          | Langwaden, Außerhalb (Langwaden) 2 LageFlur: 1, Flurstück: 96                             | Gesamtanlage des alten Friedhofes | 19. Jahrhundert              | 941 DDB    |
| Gesamtanlage altes Straßendorf        | Gesamtanlage altes Straßendorf | Langwaden, Jägersburger Straße (1–35)/(10–32) Lage                                        | Der Historische Kernbereich Langwadens mit Fachwerkhäusern und Kapelle | 18.–19. Jahrhundert          | 940 DDB    |
| Fachwerkhaus                          | Fachwerkhaus                   | Langwaden, Jägersburger Straße 1 LageFlur: 1, Flurstück: 6/4                              | Wohnhaus einer erneuerten Hofanlage | erste Hälfte 18. Jahrhundert | 934 DDB    |
| Wohnhaus Jägersburger Straße 17       | Fachwerkhofreite               | Langwaden, Jägersburger Straße 17, Jägersburger Straße LageFlur: 1, Flurstück: 20/4, 20/5 | Fachwerkhofreite im Zentrum des Dorfes. Zur Straße Mauerabtrennung mit großem Hoftor. | kurz nach 1602               | 935 DDB    |
| Ehemaliges Rathaus                    | Ehemaliges Rathaus             | Langwaden, Jägersburger Straße 21 LageFlur: 1, Flurstück: 23/1                            | Traufständiges, zweigeschossiges Fachwerkhaus | erste Hälfte 18. Jahrhundert | 936 DDB    |
| weitere Bilder                        | Evangelische Kapelle           | Langwaden, Jägersburger Straße 22 LageFlur: 1, Flurstück: 37                              | Kapellenbau von 1698. Nachfolgebau einer älteren Feldkapelle. 1910 erhielt das Kirchengebäude an der nordwestlichen Giebelseite eine rechteckige Sakristei in der Art eines eingezogenen Chores. | 1698, 1910                   | 933 DDB    |
| Wohnhaus Jägersburger Straße 23       | Fachwerkhaus                   | Langwaden, Jägersburger Straße 23 LageFlur: 1, Flurstück: 85                              | Giebelständiges Wohnhaus einer Hofreite des späten 18. Jahrhunderts. Zweigeschossig mit massivem Erdgeschoss und konstruktivem Fachwerk im Obergeschoß.                                          | spätes 18. Jahrhundert       | 937 DDB    |
| Fachwerkhaus                          | Fachwerkhaus                   | Langwaden, Jägersburger Straße 32 LageFlur: 1, Flurstück: 52/6                            | Giebelständiges Fachwerkwohnhaus. Eingeschossig mit Satteldach. | 1784                         | 939 DDB    |

- Karte mit allen Koordinaten der Denkmäler:
- OSM |
- WikiMap